# Вільям Белл Скотт
Вільям Белл Скотт (англ. William Bell Scott, 12 вересня 1811, Единбург - 22 листопада 1890, Замок Пенкілл , неподалік Гервана, Південний Ершир) - британський художник, графік, поет і мемуарист. Син гравера Роберта Скотта та молодший брат майстра історичного живопису, Девіда Скотта.

## Життєпис
Народився сім'ї художників. Його батько, Роберт Скотт, був відомим гравером та графіком-пейзажистом, старший брат, Девід, також був живописцем. Перші художні уроки Вільям отримав від батька та брата, потім почав відвідувати академію Трасті в Единбурзі. Закінчив Художественном колледже Эдинбурга.
У 1837-1843 жив і працював у Лондоні, потім протягом 15 років викладав у художній школі в Ньюкаслі, де познайомився з Данте Габріелем Росетті та його родиною. Серед його друзів також були художник Джон Рескін і поет Алджерон Суінберн, який часто бував у будинку художника (Уільям написав його портрет).
У 1858 повернувся до Лондона, де в 1870 купив будинок у Челсі. У тому ж році було видано його книгу «Життя Альбрехта Дюрера», присвячене художнику.
Наприкінці 1850-х зав'язав тісні зв'язки з Еліс Бойд, власницею замку Пенкилл-Кастл в Саут-Ерширі (Шотландія). Останні роки свого життя художник провів у цьому замку, займаючись створенням настінних зображень, що ілюструють поему короля Якова I Kingis Quair. Тут він і помер 22 листопада 1890.

## Творчість

### Живопис
Як живописець був близький прерафаелітам, на його творчість вплинуло мистецтво Данте Габріеля Росетті. Роботи художника знаходяться в лондонській галереї Тейт, Національній галереї Шотландії (Едінбург) та інших зборах.

## Галерея

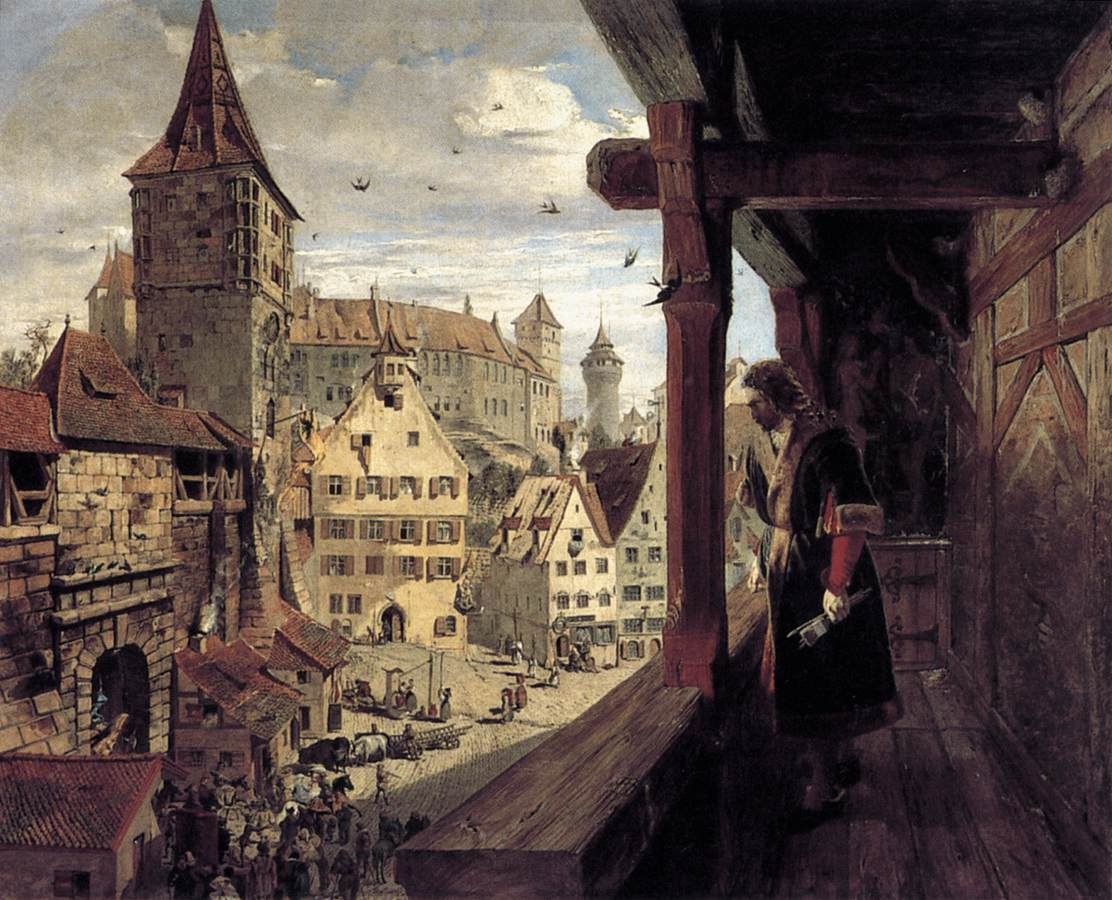
Альбрехт Дюрер на балконі свого будинку (1854)
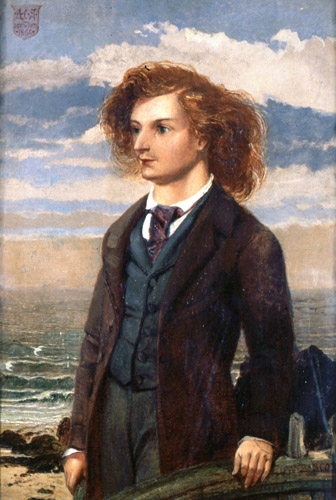
Портрет А. Ч. Суінберна
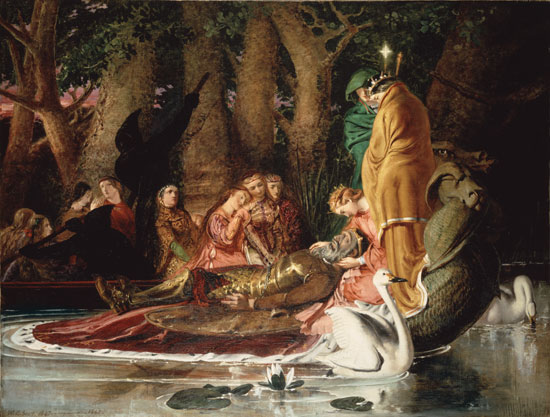
Поховання короля Артура (бл. 1860)
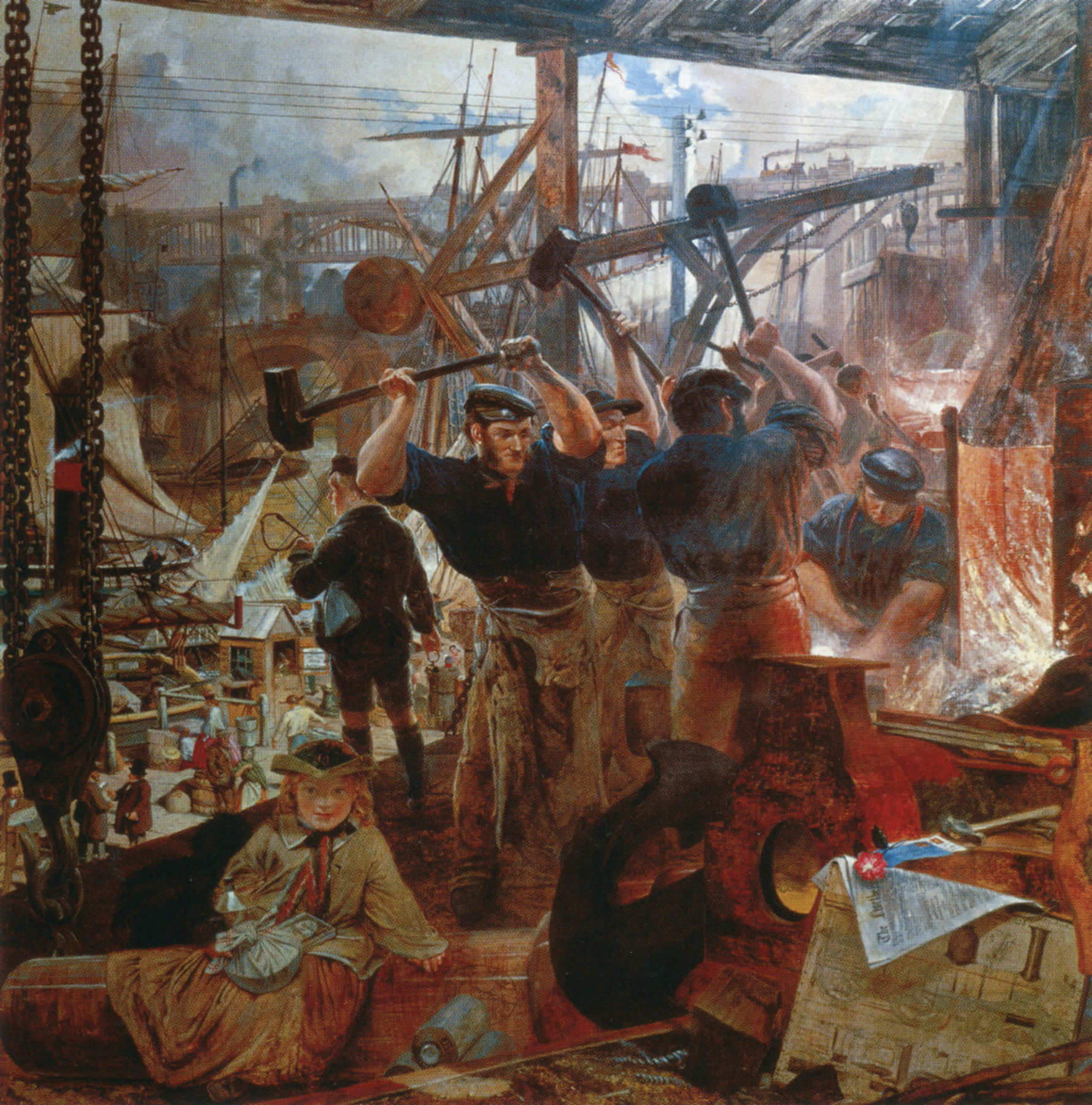
Залізо та вугілля (1855-1860)
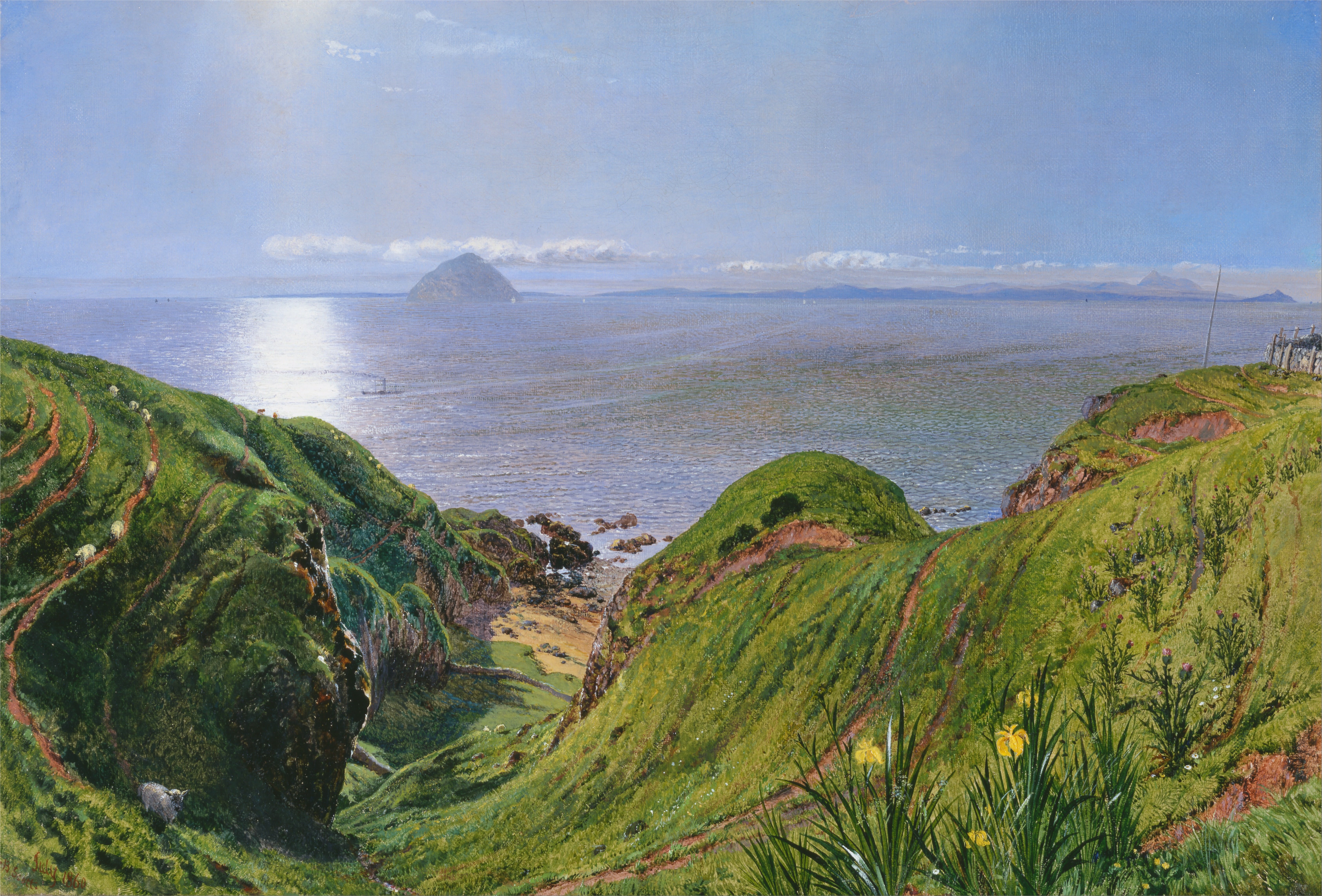
Ейлса Крейг (1860)
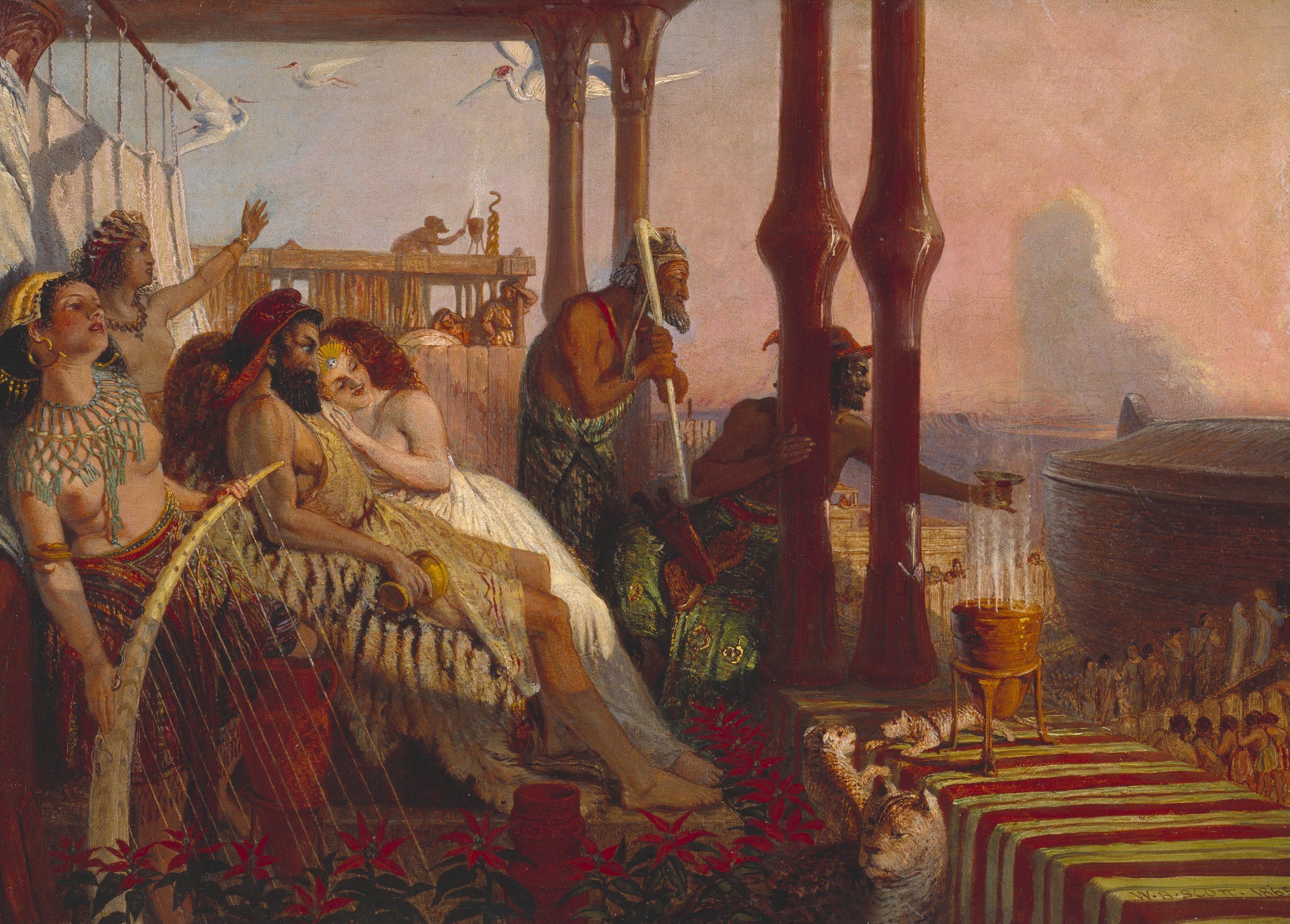
Надвечір'я Потопу (1865).